# Mega Man 2
Mega Man 2 (cách điệu là Mega Man II trên màn hình tiêu đề) là một trò chơi hành động được phát triển và xuất bản bởi Capcom cho Nintendo Entertainment System. Nó được phát hành tại Nhật Bản vào năm 1988 và ở các khu vực Bắc Mỹ và PAL những năm sau đó. Mega Man 2 tiếp tục cuộc chiến của Mega Man chống lại Tiến sĩ Wily độc ác và những người máy lừa đảo của hắn. Nó đã giới thiệu những thay đổi về đồ họa và lối chơi, nhiều thay đổi trong số đó đã trở thành yếu tố quan trọng của loạt phim.
Mặc dù doanh thu của Mega Man ban đầu không mấy ấn tượng, Capcom đã cho phép nhóm tạo ra phần tiếp theo. Họ làm việc đồng thời trong các dự án khác của Capcom, sử dụng thời gian rảnh để phát triển trò chơi, sử dụng nội dung chưa sử dụng từ trò chơi đầu tiên. Takashi Tateishi sáng tác nhạc phim, với Yoshihiro Sakaguchi là người lập trình âm thanh.
Mega Man 2 là trò chơi Mega Man bán chạy nhất, với hơn 1,5 triệu bản được bán ra. Các nhà phê bình ca ngợi âm thanh, hình ảnh và lối chơi của nó là một sự cải tiến so với trò chơi đầu tiên. Nhiều ấn phẩm xếp hạng Mega Man 2 là trò chơi hay nhất trong sê-ri và là một trong những trò chơi điện tử hay nhất mọi thời đại. Nó cũng đã được phát hành lại trên một số bảng điều khiển khác và có sẵn trên điện thoại di động.

## Luật chơi
Mega Man 2 là một trò chơi hành động và nền tảng giống như người tiền nhiệm của nó, Mega Man. Người chơi sẽ điều khiển Mega Man khi vượt qua tám màn chơi để đánh bại các tên trùm, các Bậc thầy về Robot của Tiến sĩ Wily: Metal Man, Air Man, Bubble Man, Quick Man, Crash Man, Flash Man, Heat Man và Wood Man. Mỗi Robot Master có một vũ khí độc nhất và một giai đoạn liên quan đến sức mạnh vũ khí của họ. Ví dụ, Air Man bắn ra những cơn lốc xoáy nhỏ và được chiến đấu trong màn chơi theo chủ đề bầu trời, trong khi Người đàn ông gỗ có thể sử dụng lá chắn và được tìm thấy trong màn chơi theo chủ đề rừng. Sau khi đánh bại một con trùm, vũ khí đặc trưng của họ sẽ có sẵn cho người chơi. Robot Master có điểm yếu đối với vũ khí của một số Robot Master khác; do đó, việc chọn thứ tự các cấp độ được chơi là một thành phần quan trọng của trò chơi. Sau khi hoàn thành một số giai đoạn nhất định, Mega Man nhận được một vật phẩm đặc biệt. Những vật phẩm này tạo ra các nền tảng cho phép Mega Man truy cập vào các khu vực mà anh ta không thể.
Sau khi đánh bại tám Robot Master, người chơi tiến đến pháo đài của Tiến sĩ Wily, bao gồm sáu cấp độ được chơi theo tuyến tính. Như trong trò chơi đầu tiên, người chơi được yêu cầu chiến đấu với từng Robot Master lần thứ hai trong pháo đài của Tiến sĩ Wily. Tuy nhiên, những trận chiến này diễn ra trong một phòng duy nhất chứ không phải là một loạt các phòng được kết nối tuyến tính. Căn phòng chứa các thiết bị dịch chuyển dẫn đến từng Robot Master. Các thiết bị có thể được nhập theo bất kỳ thứ tự nào, nhưng không được dán nhãn. Một khi các con trùm bị đánh bại một lần nữa, người chơi phải chiến đấu với Tiến sĩ Wily.
Mega Man 2 có một số thay đổi về lối chơi so với Mega Man ban đầu. Một vật phẩm mới, Bình năng lượng, cho phép người chơi nạp đầy máu cho Mega Man bất cứ lúc nào. Cũng được giới thiệu là hệ thống mật khẩu. Sau khi đánh bại mỗi Robot Master, một mật khẩu sẽ hiển thị, cho phép người chơi quay lại điểm cụ thể đó trong trò chơi sau khi khởi động lại hệ thống. Mật khẩu lưu trữ danh sách cụ thể của các Robot Master đã hoàn thành, cũng như số lượng Thùng năng lượng tích lũy được. Không giống như trò chơi đầu tiên, Mega Man 2 không có tính năng đếm điểm và người chơi không thể quay lại các cấp độ Robot Master sau khi hoàn thành.